# Alvesia
Alvesia és un gènere amb tres espècies d'angiospermes pertanyents a la família lamiàcies.

## Distribució
És natiu de l'Àfrica

## Taxonomia
- Alvesia clerodendroides
- Alvesia cylindricalyx
- Alvesia rosmarinifolia

## Sinònims
- Plectranthastrum T.C.E.Fr.